# Pamendanga fuscipennis
Pamendanga fuscipennis är en insektsart som först beskrevs av Frederick Arthur Godfrey Muir 1917.  Pamendanga fuscipennis ingår i släktet Pamendanga och familjen Derbidae. Inga underarter finns listade i Catalogue of Life.